# Platysenta micragalla
Platysenta micragalla là một loài bướm đêm trong họ Noctuidae.